# Mal·ladrita
|  | No s'ha de confondre amb el també mineral mal·lardita.. |

La mal·ladrita és un mineral de la classe dels halurs. Rep el seu nom en honor d'Alessandro Malladra (Torí, 1865 - Roma, 1945), professor del Collegio Mellerio Rosmini-Domodossola i director de l'Observatori Vesuvià (1927–1935).

## Característiques
La mal·ladrita és químicament hexafluorosilicat de sodi de fórmula química Na₂SiF₆. Cristal·litza en el sistema trigonal. Els cristalls són minúsculs i prismàtics acabats amb la base o la piràmide, apareixen en forma de recobriments. La seva duresa a l'escala de Mohs és 3.
Segons la classificació de Nickel-Strunz, la mal·ladrita pertany a «03.CH - Halurs complexos, silicofluorurs» juntament amb els següents minerals: bararita, criptohalita, hieratita, demartinita i knasibfita.

## Formació i jaciments
La mal·ladrita es forma com a sublimat volcànic. Va ser descoberta al Vesuvi, a la Província de Nàpols (Campània, Itàlia) i també ha estat descrita al cràter La Fossa, a Vulcano (Sicília, Itàlia), al volcà Hekla (Suðurland, Islàndia), la mina Marcel, a Radlin (Voivodat de Silèsia, Polònia) i al volcà Tolbàtxik (óblast de Kamtxatka, Rússia).
Sol trobar-se associada amb altres minerals com: avogadrita, hieratita, ferruccita, sassolita; barberiïta i sassolita.